# Norais de l'Escala
Els norais de l'Escala són diversos amarradors de pedra situats en el nucli antic de l'Escala. Estan inclosos en l'Inventari del Patrimoni Arquitectònic de Catalunya.

## Història
Els norais varen ser bastits a la mateixa època que el port antic (segle xvi), i eren utilitzats pels pescadors per a pujar les barques de pesca. Avui dia encara es pot apreciar les marques que les cordes han deixat a la pedra amb la qual es va bastir el norai.
Els pilons d'amarrar del passeig de la Riba varen ser bastits l'any 1784 pel batlle Josep Maranges de Marimon. Actualment sols es conserven dos pilons, encara que al port de la Clota n'hi havia tres més, desapareguts i a l'extrem de la Platja un altre, dit piló del Rei, que va desaparèixer durant un temporal.
La importància de posseir duana i alfolí de la sal, juntament amb el fet que el ferrocarril no va arribar fins a final del s. XIX, provocà que aquest port fos molt transitat i que tingué la seva esplendor al s. XVIII. En aquesta època més de cent sardinals a la vela es dedicaven a la captura del peix blau, fins que a partir de 1939, es van començar a introduir les teranyines amb motor.
El 1962 el port pesquer es traslladà a la Clota.

## Norais de les Roques d'en Guillem
Situats dins del nucli antic de la població de l'Escala, al vessant oest de la Platja, al final del carrer del Pintor Joan Massanet.

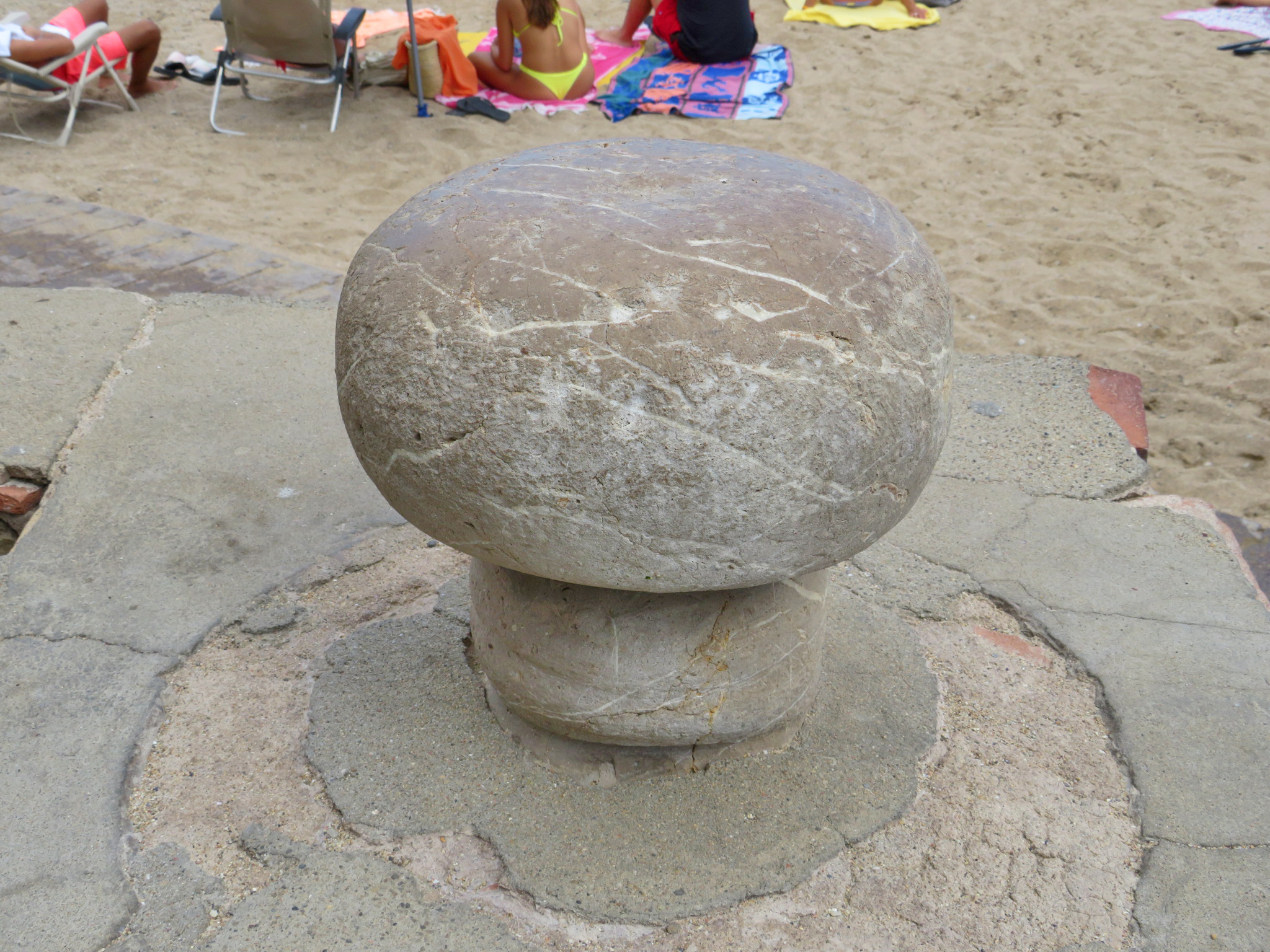
Un dels norais de les Roques d'en Guillem

Conjunt de sis norais, per a pujar les embarcacions, distribuïts al tram final de la platja, a la zona coneguda com les roques d'en Guillem. Dos d'ells estan situats a primera línia de mar, mentre que la resta es troben més enretirats i alineats seguint el corriol que voreja la cala. Tots ells són construïts amb pedra i presenten formes diverses. Més o menys mesuren uns 0,50metres d'alçada, amb una amplada variable. Els dos encarats a mar tenen un basament circular amb una pedra circular al damunt. Conserven les marques de les cordes de les embarcacions. Els norais situats al darrere presenten dues tipologies diferents: dos d'ells tenen la mateixa forma, un bastit damunt d'una peanya, i els altres dos probablement corresponguin a elements decoratius reaprofitats.

## Pilons del passeig de la Riba
Situats dins del nucli antic de la població de l'Escala, al vessant oest de la Punta, a tocar el passeig de la Riba i davant la Platja.

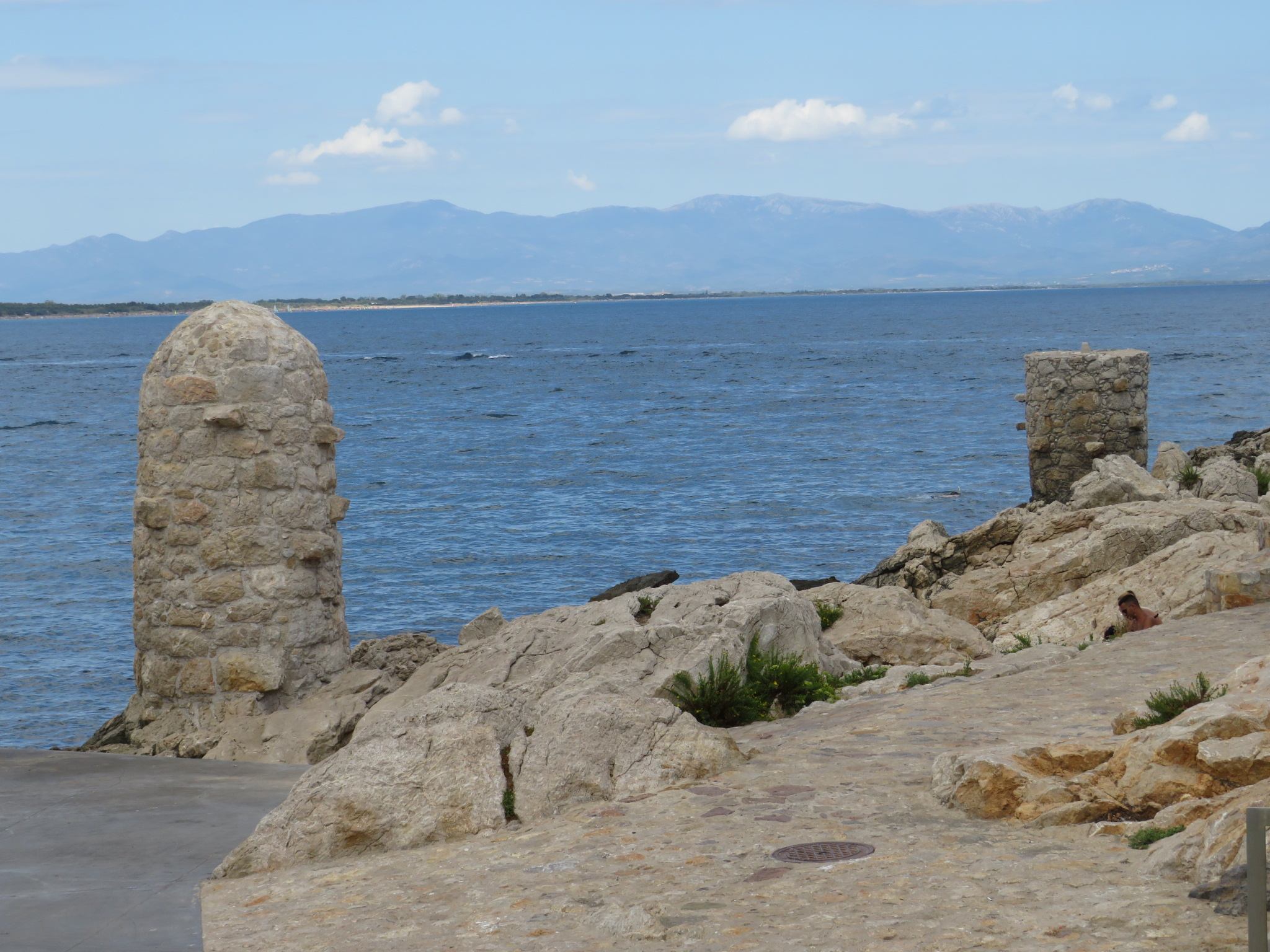
Els pilons, des del passeig

Es tracta de dos pilons construïts damunt la roca litoral. Són de planta circular, un d'ells presenta el coronament arrodonit, rehabilitat, i l'altre pla. Probablement ha perdut l'original. Mesuren aproximadament un metre d'amplada, i una alçada que oscil·la entre un i dos metres. Estan construïts amb blocs de pedra grans i mitjans desbastats, amb petites pedres disposades entre les juntures, lligades amb morter. Hi ha pedres que sobresurten de l'estructura per facilitar l'amarratge de les embarcacions i l'accés a aquesta.